# Manuelita (canción)
Manuelita es una canción infantil creada por la cantautora argentina María Elena Walsh, interpretada por primera vez en el álbum Doña Disparate y Bambuco (1962), e interpretada por el dúo Leda y María. 
La protagonista del tema musical es la tortuga Manuelita, quien se muestra interesada en conquistar a un tortugo que pasó. Al esperar mucho tiempo, y ya envejeciendo, vuelve a su lugar de origen.La canción puede interpretarse en clave de parodia e ironía, porque Manuelita regresa a su pueblo “tan vieja como se marchó”, porque las sesiones de estética en París (capital mundial de la moda y de la estética) contrastan con la sencillez provinciana de Pehuajó y con la lentitud de las tortugas.
Es una de las canciones más populares de su autora y también una de las canciones infantiles más conocidas de la Argentina.

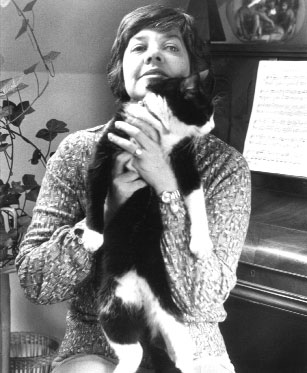
María Elena Walsh alrededor de 1971

## Manuelita en cine
Posteriormente, a fines del siglo XX y basándose en la letra de María Elena Walsh, el dibujante, escritor y cineasta Manuel García Ferré y su equipo produjeron y realizaron, casi artesanalmente, un largometraje de dibujos animados con el nombre de Manuelita, siendo estrenada el 9 de julio de 1999. En el año 2000 este largometraje infantil fue elegido como el candidato oficial de Argentina para el Óscar a la Mejor Película Extranjera, mas no llegó a recibir una nominación.
El personaje de Manuelita también ha sido adaptado en versiones para teatro.
En la ciudad bonaerense de Pehuajó, en la que, de acuerdo a la canción, vivía Manuelita antes de irse a París y a la cual finalmente regresa, se erigió un monumento en homenaje a dicho personaje.